# 王晞星
王晞星（1959年3月—），男，汉族，山西稷山人，中国中医学家，山西省中医院主任医师，教授，博士生导师。第四届国医大师。